# 구마모토 전기철도 후지사키선
구마모토 전기철도 후지사키선(일본어: 熊本電気鉄道藤崎線)은 구마모토현 구마모토시 기타구의 기타쿠마모토 역에서 주오구의 후지사키구마에 역까지를 묶는 구마모토 전기 철도의 철도 노선이다.
기쿠치선의 미요시역방면과의 열차는 모두 후지사키구마에 역 발착으로, 운행 계통상은 기쿠치 선의 일부로 되어 있다. 덧붙여 후지사키구마에-구로카미마치간에는 궤도법 준거(노면 전차)로 건설된 자취로서 병용 궤도가 존재한다.

## 노선 데이터
- 노선 거리(영업 거리)：2.3 km
- 궤간：1067mm
- 역수：3역(종점역 포함)
- 복선 구간：없음(전선 단선)
- 전화 구간：전선(직류 600 V)
- 폐색 방식：특수 자동 폐색식

## 운행 형태
아침에 기타쿠마모토-후지사키구마에간의 열차가 있는 것(6시대의 시발만 휴일 운휴)외에는 모두 기쿠치 선에 직통하는 미요시-후지사키구마에간의 열차이다. 혼잡시 15분 간격, 한산시 30분 간격으로 운행된다.
덧붙여 정식적인 기점은 기타쿠마모토 역이지만, 열차 운행 및 여객 안내에서는 후지사키구마에 역에서 기타쿠마모토역으로 향하는 열차가 상행으로 되어 있다.

## 역사
- 1911년(메이지 44년)10월 1일 기쿠치 궤도에 의해 이케다(현재의 가미쿠마모토) -센단하타케(현재의 후지사키구마에)간이 개통. 궤간 914mm.
- 1913년(다이쇼 2년)8월 27일 히로마치(후지사키구마에) -미요시-다카에간이 개통해, 이케다-와이후(후의 기쿠치) 간이 전노선 개통
- 1923년(다이쇼 12년)8월 2일 가미쿠마모토-무로조노간을 1067mm 궤간으로 개궤, 전화
- 1942년(쇼와 17년)5월 1일 후지사키구마에-와이후간을 궤도법에 의한 궤도에서 지방 철도법에 의한 철도로 변경
- 1948년(쇼와 23년)1월 1일 현 회사명인 구마모토 전기 철도가 된다.
- 1949년(쇼와 24년)4월 1일 후지사키구마에-가메이간을 무로소노 경유에서 기타쿠마모토 경유로 변경
- 1950년(쇼와 25년) 10월 1일 가미쿠마모토-와이후간을 기쿠치 선, 기타쿠마모토-후지사키구마에간을 후지사키 선으로 한다.
- 1953년(쇼와 28년)6월 26일 가미쿠마모토-후지사키구마에간이 수해로 불통
- 1954년(쇼와 29년)6월 1일 가미쿠마모토-후지사키구마에간을 폐지해 구마모토 시 교통국에 양도. 동년 10월 1일에 구마모토 시영 전차 쓰보이 선으로서 개통(1970년 5월 1일폐지)

## 역 목록
전 역이 구마모토현 구마모토시에 소재.
| 역 이름        | 일본어 이름 | 역간 거리 (km) | 영업 거리 (km) | 접속 노선                     | 소재지 |
| -------------- | ----------- | -------------- | -------------- | ----------------------------- | ------ |
| 기타쿠마모토   | 北熊本      | n/a            | 0.0            | 기쿠치 선(미요시 방면과 직통) | 기타구 |
| 구로카미마치   | 黒髪町      | 1.2            | 1.2            |                               | 주오구 |
| 후지사키구마에 | 藤崎宮前    | 1.1            | 2.3            |                               | 주오구 |

### 폐지 구간
가미쿠마모토 - 혼묘지도리 - 교마치구치 - 이와네바시 - 쓰보이바시 - 히로초 - 후지사키구마에 - 다테마치 - 산켄마치 - 무로조노 - 마쓰사키 - 가메이